# Czarnowice (gmina)
Czarnowice (od 1973 Stargard Gubiński) – dawna gmina wiejska istniejąca w latach 1945–1954 w woj. poznańskim i woj. zielonogórskim (dzisiejsze woj. lubuskie). Siedzibą władz gminy były Czarnowice.
Gmina Czarnowice powstała po II wojnie światowej 28 sierpnia 1945 na terenie tzw. Ziem Odzyskanych (tzw. III okręg administracyjny – Pomorze Zachodnie). 25 września 1945 gmina – jako jednostka administracyjna powiatu gubińskiego – została powierzona administracji wojewody poznańskiego, po czym z dniem 28 czerwca 1946 została przyłączona do woj. poznańskiego. 6 lipca 1950 gmina wraz z całym powiatem gubińskim weszła w skład nowo utworzonego woj. zielonogórskiego.
Według stanu z 1 lipca 1952 gmina składała się z 13 gromad: Chociejów, Czarnowice, Dobrzyń, Gębice, Gubinek, Koperno, Kozów, Pleśno-Beski, Sękowice, Stargard Gubiński, Starosiedle, Witaszkowo i Żenichów. Gmina została zniesiona 29 września 1954 wraz z reformą wprowadzającą gromady w miejsce gmin, a teren wszedł w skład nowo powstałej Gminnej Rady Narodowej w Stargardzie Gubińskim. Jednostki nie przywrócono 1 stycznia 1973 wraz z kolejną reformą reaktywującą gminy, utworzono natomiast jej terytorialny odpowiednik, gminę Stargard Gubiński w powiecie lubskim.